# Chersotis illauta
Chersotis illauta là một loài bướm đêm trong họ Noctuidae.